# Матрицата
„Матрицата“ (на английски: The Matrix) е научнофантастичен екшън филм от 1999 г., по сценарий и режисура на Лана и Лили Уашовски и това е първата част от едноименната филмова поредица.
Във филма участват Киану Рийвс, Лорънс Фишбърн, Кери-Ан Мос, Хюго Уивинг и Джо Пантолиано.
„Матрицата“ е първоначално пуснат в Съединените щати на 31 март 1999 г. и печели повече 460 милиона щатски долара световно. Получава смесени отзиви от критиците, които отбелязват визуалните ефекти, екшън сцените и кинематографията, и печели четири награди „Оскар“ за монтаж, звук, визуални ефекти и монтаж на звукови ефекти. Филмът е разглеждан като най-добрите научнофантастични екшън филми на всички времена и е добавен в Националният филмов регистър на САЩ през 2012 г.
Успехът на филма води до две пълнометражни филмови продължения, които са пуснати през 2003 г., „Матрицата: Презареждане“ и „Матрицата: Революции“, които също са написани и режисирани от Уашовски. Четвъртият филм, озаглавен „Матрицата: Възкресения“, е насрочен за излъчване на 22 декември 2021 г.

## Резюме
Филмът описва свят, в който така наречената Матрица е изкуствена реалност, създадена от машини с цел да умиротворят, подчинят и използват човека като източник на енергия. В този свят хората са свързани в мрежа чрез кибернетични имплантанти и живеят в създадената от машините виртуална реалност.
Нео (Киану Рийвс), млад служител в софтуерна компания, търси истината за Матрицата. Усещайки, че тя притежава контрол над живота му, той вярва, че може да освободи съзнанието си. Нео прекарва цели нощи пред компютъра си с една-единствена цел – да намери Морфей (Лорънс Фишбърн) – митичен хакер, който може да му даде отговора. В търсене на истината, той среща Тринити (Кари-Ан Мос), която го завежда до Морфей и научава какво е Матрицата. От него разбира, че никой не може да каже какво е Матрицата – всеки трябва сам да я види.

## Сюжет

### В търсене на Избрания
След години на търсене Морфей и Тринити най-накрая намират информация за човек, който евентуално може да бъде този, който е способен да манипулира матричната вселена. Друг член на съпротивата, Шифър, влиза в Матрицата пръв и отива в О 'Сити Хотел, за да събере окончателната информация, която разкрива местонахождението на човека, когото търсят.
Филмът започва с телефонен разговор от Тринити с Шифър, питайки го дали всичко е на място за срещата им с мъжа. По време на разговора Тринити забелязва, че повикването се проследява и тя бързо затваря. Скоро след това полицията пристига в хотела, за да арестува Тринити заради това, че е известен хакер в Мега Сити. Трима агенти пристигат на местопрестъплението и казват на полицейския лейтенант, че хората му в хотела са „вече мъртви“.
В стая 303 на хотела пристигат полицаи, за да арестуват Тринити. Въпреки това, Тринити се сражава и побеждава всички тях. Тя призовава Морфей и иска изход. Той казва на Тринити, че има агенти за нея. В крайна сметка тя стига до изход и напуска Матрицата преди Агент Смит да премине през телефонната кабина с камиона си. Тримата агенти се разбират, че търсят мъж на име Нео и тръгват по следите му.

### Съдбата на Нео
Томас Андерсън работи като компютърен програмист, като същевременно поддържа двоен живот като хакер под псевдонима „Нео“. Той е неспокоен и се стреми да научи значението на загадъчните препратки към „Матрицата“, които се появяват на неговия компютър. Зловещият хакер Тринити се свързва с Нео и му съобщава, че човек на име Морфей може да му каже какво е Матрицата. Тримата агенти обаче арестуват Нео, за да му попречат да сътрудничи с Морфей.
Необезсърчен, Нео успява да се срещне с Морфей и потвърждава, че иска да научи повече за Матрицата, като избере предлаганото червено хапче. След като поглъща хапчето, Нео внезапно се събужда в напълнен с течност съд, свързан с милиони други хора в сложна електрическа структура. Той е спасен от Морфей и е донесен на борда на левитиращ кораб, Навуходоносор.

### Истината
Морфей казва на Нео, че хората се борят срещу интелигентни машини, които са създадени в началото на 21 век и оттогава са поели контрола върху земната повърхност. След като хората затъмняват небето, за да спрат слънчевите лъчи, машините завладяват хората и започват да използват тяхната биоелектрическа енергия. Поробваните хора се държат послушни в „Матрицата“ – симулация на света, какъвто е бил през 1999 г. Нео е живял в този симулиран свят още от раждането си, но в действителност годината е по-близо до 2199 г. Морфей обяснява, че той и неговият екипаж принадлежат към група свободни хора, които „изключват“ други от Матрицата и ги привличат към бунта си срещу Машините.
Те могат да проникнат в Матрицата и да влязат отново в симулираната реалност, където разбирането им за истинската му природа им позволява да манипулират нейните физически закони, давайки им свръхчовешки способности. Нео преминава виртуална бойна подготовка. Той е предупреден, че фаталните наранявания в Матрицата също ще убият физическото тяло на човека и че агентите, с които се сблъскват, са мощни съзнателни програми, които патрулират Матрицата и премахват заплахите за системата. Морфей вярва, че Нео е „Избраният“, според пророчеството да сложи край на войната между хората и машините.

### Съобщението на Оракула
След обучението на Нео, групата влиза в Матрицата, за да посети Оракула, пророк, който предсказва появата на Избраният. Оракулът предполага, че Нео не е Избраният и предупреждава, че скоро трябва да избере между собствения си живот и живота на Морфей.

### Засадата и спасяването
Тъй като групата се готви да излезе от Матрицата, те са нападнати от агенти и тактическа полиция, което води до смъртта на член на екипажа, наречен Маус. Морфей позволява да бъде заловен, за да даде шанс на останалата част от екипажа да избяга по стените. Когато се подготвят да напуснат Матрицата, те научават, че техният съюзник Шифър ги е предал. Разочарован от реалния свят, Шифър предава Морфей на агентите в замяна на трайно завръщане и комфортен живот в Матрицата. На борда на Навуходоносор Шифър убива членовете на екипажа Суич, Апок и Дозер. Но не след дълго е убит от Танк – брат на Дозер.
В Матрицата агентите упояват и разпитват Морфей в опит да научат кодовете за достъп до мейнфрейм компютъра в Зион, последното убежище на хората в реалния свят. Нео се връща в Матрицата с Тринити и спасяват Морфей. В този процес Нео придобива увереност в способността си да манипулира Матрицата и в крайна сметка може да избягва куршумите в симулираната реалност.

### Завръщането на Избрания
Морфей и Тринити излизат от Матрицата, но Нео е нападнат от Агент Смит, преди да успее да си тръгне. Смит убива Нео. Тринити, стояща над тялото на Нео в реалния свят му шепне, че Оракулът ѝ е казал, че ще се влюби в Избраният. Тя целува Нео, връщайки го към живота. В този момент Нео възкръсва и получава силата да контролира Матрицата. Той без усилие унищожава Агент Смит и се връща в реалния свят навреме, за да може оръжието на ЕМП [Електромагнетичен пулс] на кораба да унищожи атакуващите стражи.
В края на филма, Нео прави телефонно обаждане, обещавайки на Машините, че ще покаже на своите затворници „свят, в който всичко е възможно“. Той завършва обаждането и излита в небето.

## Актьори и герои
- Киану Рийвс в ролята на Нео: Програмист, който се представя като хакера Нео, по-късно осъзнава, че той е Избраният, когато се опитва да спаси Морфей от агентите.
- Лорънс Фишбърн в ролята на Морфей: Човек освободен от Матрицата, капитан на Навуходоносор. Той открива Нео и му казва истината.
- Кери-Ан Мос в ролята на Тринити: Освободена от Морфей, част от екипажа на Навуходоносор и любовен интерес на Нео.
- Хюго Уивинг в ролята на Агент Смит: Съзнателната програма „Агент“ на Матрицата, чиито предназначение е да унищожи Зион и да спре хората от излизането им от Матрицата; за разлика от другите агенти, той иска да се освободи от длъжността си.
- Джо Пантолиано в ролята на Шифър: Друг човек освободен от Морфей, той предава Морфей на Агентите, за да си осигури завръщането в Матрицата.
- Джулиан Араханга в ролята на Апок: Освободен човек и част от екипажа на Навуходоносор.
- Антъни Рей Паркър в ролята на Дозер: „Натурален“ човек роден извън Матрицата и пилот на Навуходоносор.
- Маркъс Чонг в ролята на Танк: „Опертаторът“ на Навуходоносор, той е брат на Дозер и като него е роден извън Матрицата.
- Мат Доран в ролята на Маус: Освободен човек и програмист на Навуходоносор.
- Глория Фостър в ролята на Оракула: Свободна компютърна програма, която още живее в Матрицата, помагайки на освободените хора с нейните предсказания и мъдрост.
- Белинда МакКлори в ролята на Суич: Човек освободен от Морфей и член на екипажа на Навуходоносор.
- Пол Годард в ролята на Агент Браун: Една от двете съзнателни програми „Агент“ на Матрицата, която работи с агент Смит, за да унищожи Зион и да попречи на хората да избягат от системата.
- Робърт Тейлър в ролята на Агент Джоунс: Втората съзнателна програма „Агент“, работеща с агент Смит. Идеите за това че живеем в свят който наподобява Матрицата се срещат и в по-ранни произведения със стил сайбърпънк като новелата Neuromancer от 1984, автор William Gibson
- Сравнение между Матрицата и книгите на Карлос Кастанеда[12]

## „Матрицата“ в България
В България филмът е пуснат на 3 септември 1999 г. от Александра Филмс, а по-късно е пуснат на VHS и DVD през декември от Александра Видео.
На 14 декември 2002 г. е излъчен за първи път по bTV.
На 13 май 2007 г. е излъчен за втори път по Нова телевизия в 20:00 ч. със субтитри на български.
Излъчва се многократно по каналите на bTV Media Group на 25 октомври 2017 г. до 2020 г.
На 11 октомври 2020 г. се излъчва многократно по FOX.